# Flamouriá
Flamouriá, en grec moderne : Φλαμουριά, est un village du dème d'Édessa, district régional de Pella, en Macédoine-Centrale, Grèce.
Selon le recensement de 2011, la population du village compte 583 habitants.